# Vertical (foguete)
Vertical (em russo: Вертикаль), foi a designação de uma série de foguetes soviéticos, derivados do míssil R-5 Pobeda (os dois primeiros), e do R-14 (do terceiro em diante), usados como foguete de sondagem de grande altitude entre 1970 e 1983. Foram efetuados 11 lançamentos com esse veículo, todos a partir do campo de lançamento de Kapustin Yar, como parte do programa Intercosmos.

## Lançamentos
1. 28/11/1970 - Vertical-1 (R-5V).
2. 20/08/1971 - Vertical-2 (R-5V).
3. 02/09/1975 - Vertical-3 (K65UP).
4. 14/10/1976 - Vertical-4 (K65UP).
5. 08/30/1977 - Vertical-5 (K65UP).
6. 10/25/1977 - Vertical-6 (K65UP).
7. 03/11/1978 - Vertical-7 (K65UP).
8. 29/09/1979 - Vertical-8 (K65UP).
9. 28/08/1981 - Vertical-9 (K65UP).
10. 12/21/1981 - Vertical-10 (K65UP).
11. 10/20/1983 - Vertical-11 (K65UP).

## Imagens
- Геофизическая ракета «Вертикаль-1». РИА Новости
- Высотный зонд атмосферный (ВЗА) — полезная нагрузка К65УП в музее полигона «Капустин Яр», г. Знаменск.
- Vertical-3 lauch
- Vertical rocket and R-14 missile
- Foguete R-5 (Vertical)